# Magnus Öström
Magnus Öström est un batteur et compositeur suédois célèbre pour avoir officié au sein du Esbjörn Svensson Trio.

## Biographie
Magnus Öström est initié à la musique par son frère qui lui fait découvrir des groupes comme Deep Purple, Lynyrd Skynyrd ou encore Jimi Hendrix. À l’âge de huit ans il se construit sa première batterie rudimentaire et joue bientôt avec un garçon du voisinage, Esbjörn Svensson. À l’âge de dix ans il reçoit sa première batterie et commence à se produire en public.
En 1978 il assiste à un concert de Billy Cobham et John McLaughlin qui change sa perception de la musique et l’initie au jazz-rock. De treize à seize ans il joue avec de nombreux groupes, souvent avec Svensson, allant de la dance music au punk. Il étudie la musique dans deux lycées spécialisés puis à l'École royale supérieure de musique de Stockholm.
Après de nombreuses collaborations et de nouvelles expériences avec Esbjörn Svensson, les deux amis forment finalement le Esbjörn Svensson Trio avec Dan Berglund qui les rejoint en 1993. Après des années difficiles le groupe atteint un succès européen sur la scène jazz avec des albums comme From Gagarin's Point of View ou Strange Place for Snow et s’établit durablement dans les années 2000, enchaînant tournées et albums avec succès. Le groupe cesse d’exister avec le décès tragique de Svensson et Östrom décide après plus de deux ans de se lancer dans une carrière solo.

## Influences et style
Östrom apprécie de nombreux batteurs : « Il y a tellement de batteurs fantastiques et on ne peut tous les mentionner, mais j’aime me souvenir de tous les grands héros sur lesquels nous nous appuyons aujourd’hui, de Baby Dodds à maintenant. »
On peut néanmoins citer plus particulièrement Mitch Mitchell, Roy Haynes, Elvin Jones, Ian Paice, Billy Cobham, Tony Williams, Paul Motian ou encore Mick Tucker comme influences sur le jeu d’Öström.
Le style d’Öström est unique dans le monde du jazz à cause de son ouverture à d’autres styles de musique qu’il incorpore dans son jeu tout en gardant la spontanéité nécessaire au jazz. Avec le trio il insère souvent des rythmes de drum and bass aux compositions ou joue certains grooves de manière répétitive afin de créer une tension croissante. Öström utilise également beaucoup les balais pour créer un son plus subtil,,.

## Discographie
Esbjörn Svensson Trio
- When Everyone Has Gone (1993)
- Winter in Venice (1997)
- Plays Monk (1998)
- From Gagarin's Point of View (1999)
- Good Morning Susie Soho (2000)
- Strange Place for Snow (2002)
- Seven Days of Falling (2003)
- Viaticum (2005)
- Tuesday Wonderland (2006)
- Live in Hamburg (2007)
- Leucocyte (2008)
- 301 (2012)

En Leader
- Thread of Life (2011)
- Searching For Jupiter (2013)
- Parachute (2016)